# Dysauxes
Dysauxes là một chi bướm đêm trong họ Erebidae.

## Các loài
- Subgenus Dysauxes
  - Dysauxes ancilla (Linnaeus, 1767)
  - Dysauxes famula (Freyer, 1836)
  - Dysauxes fraterna Ignatyev & Zolotuhin, 2006
  - Dysauxes kaschmiriensis Rothschild, 1910
  - Dysauxes parvigutta (Christoph, 1889)
  - Dysauxes syntomida (Staudinger, 1892)
- Subgenus Adauctis Ignatyev & Zolotuhin, 2006
  - Dysauxes punctata (Fabricius, 1781)
  - Dysauxes servula (Berce, 1862)